# Sea Control Ship
Sea Control Ship var ett fartygskoncept som skapades av chefen för USA:s flotta, amiral Elmo Zumwalt, på 1970-talet. Det var ett lätt hangarfartyg avsett att komplettera de allt större och dyrare fullstora hangarfartygen för uppgifter där endast en mindre flygstyrka var nödvändig. Konceptet lades ner till förmån för Nimitz-klassen, men "Sea Control Ship" fortsatte att användas som term för fartyg med motsvarande kapacitet.

## Bakgrund
Precis som under andra världskriget räknade USA med att, i händelse av ett storkrig med Sovjetunionen, behöva transportera trupper, vapen och förnödenheter till Europa med konvojer. Till skillnad mot 1940-talet så hade USA:s flotta inte längre tillgång till lika många eskortfartyg samtidigt som atomdrivna ubåtar med målsökande torpeder var ett mycket allvarligare hot än de tyska vargflockarna. Även bombflygplan som Tu-95 innebar också ett större hot än tidigare. Det var för att skydda konvojerna från dessa hot som Zumwalt konstruerade Sea Control Ship. Huvudvapnen skulle vara ubåtsjakthelikoptrar och jaktflygplan med STOL- eller VTOL-förmåga. Kostnaden beräknades till 100 miljoner dollar, ungefär 12% av kostnaden för ett fullstort hangarfartyg.

## Utvärdering
Från 1971 till 1974 användes amfibiefartyget USS Guam (LPH-9) som testfartyg. Byggd för att landsätta trupper med helikoptrar hade hon redan ett fullängds flygdäck av ungefär samma storlek som Sea Control Ship. I stället för attack- och transporthelikoptrar fick hon härbärgera Sea King ubåtsjakthelikoptrar och Harrier jaktplan. Testerna föll väl ut, men de beseglade samtidigt ödet för Sea Control Ship. Trots att kostnaden bara var en åttondel av ett fullstort hangarfartyg så bedömdes det ändå vara för dyrt. Slutsatsen blev i stället att amfibiefartyg kunde utrustas för att fylla den rollen vid behov, något som också har gjorts med USS Nassau på 1980-talet och med USS Bataan och USS Bonhomme Richard under Irakkriget.

## Relaterade fartyg
Även om det aldrig byggdes några Sea Control Ships i USA så var konceptet mycket lockande för mindre flottor som inte hade råd med atomdrivna hangarfartyg. Spanien köpte allt material relaterat till Sea Control Ship och använde det som grund för Príncipe de Asturias och hennes thailändska systerfartyg Chakri Naruebet. Även det italienska hangarfartyget Giuseppe Garibaldi är delvis baserat på Sea Control Ship. De brittiska hangarfartygen i Invincible-klassen konstruerades oberoende av Sea Control Ship men fyller samma roll. Den sovjetiska Kiev-klassen fyller en liknande roll men är större och kraftigare beväpnade.